# Leuchtturm Pellworm

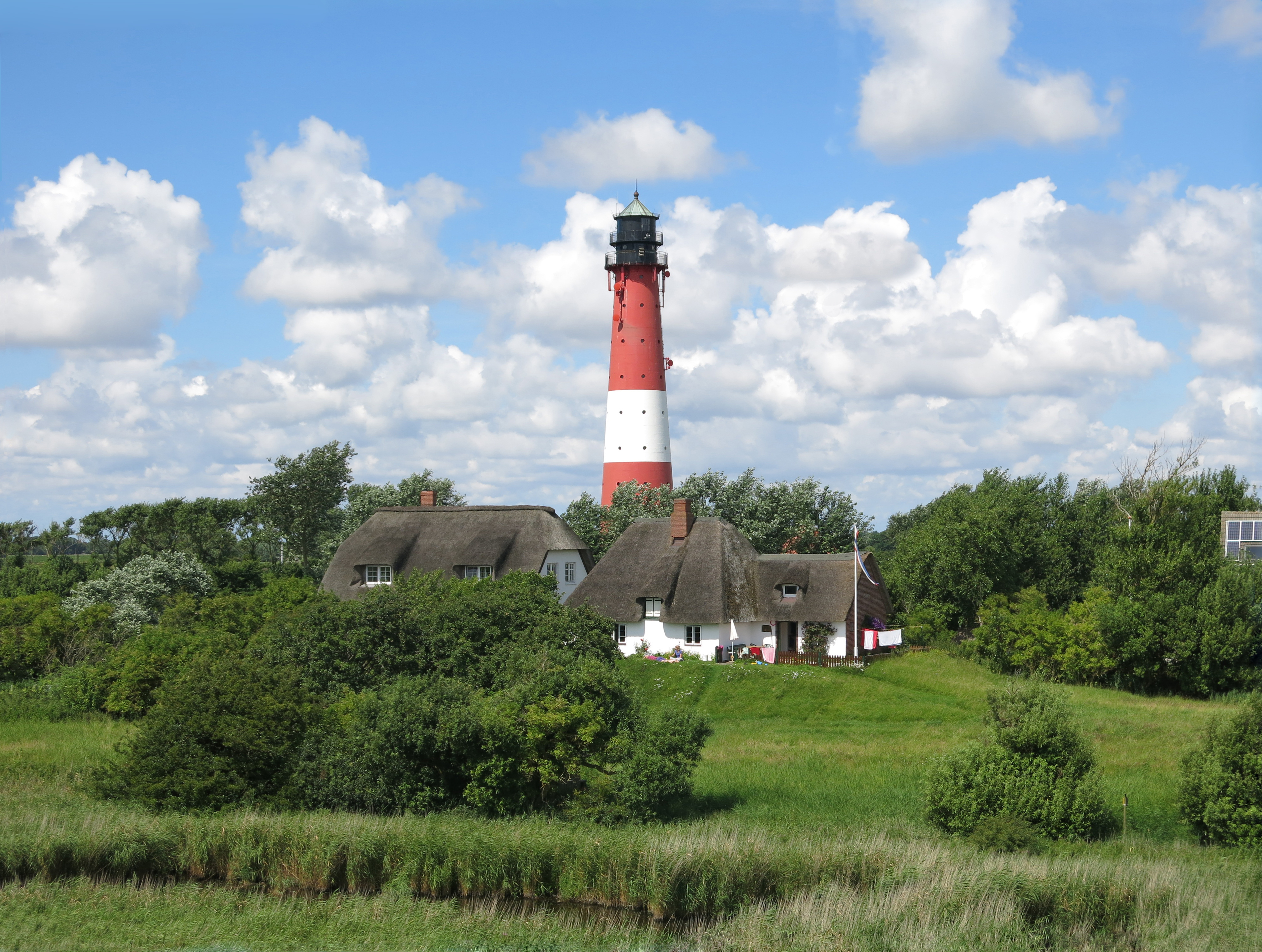
Leuchtturm Pellworm mit Umgebung

Der Leuchtturm Pellworm ist das höchste Bauwerk auf der deutschen Nordseeinsel Pellworm im nordfriesischen Wattenmeer.

## Allgemeines zum Bauwerk
Der Turm befindet sich im Süden der Marschinsel Pellworm nahe dem Seedeich am Rande des Nordheverstroms.
Der Leuchtturm stellt sowohl ein weithin sichtbares Seezeichen für die Schifffahrt zur Orientierung und Navigation im Heverstrom zu den Inseln sowie auch, neben dem Turm der Alten Kirche, eine Landmarke dar. Er besaß bis zum August 2002 die Funktionen eines Richtfeuers. Der Leuchtturm diente als Oberfeuer und Quermarkenfeuer. Das hierzu gehörige Unterfeuer Pellworm, das heute ohne Funktion ist, befindet sich etwa einen guten Kilometer entfernt im Wattenmeer. Dieser etwa 17 Meter hohe Turm, der aus einem Metallgerüst besteht und die Laterne trägt, wurde 2002 bei der Umstellung „gelöscht“. Heute hat der Leuchtturm Pellworm die Funktion eines Leitfeuers.
Der Turm wurde in den Jahren 1906/07 erbaut. Das gemauerte, mehreckige Erdgeschoss wurde auf bis zu 14 Meter tief im Marschboden gegründeten Eichenpfählen erstellt. Hierüber erhebt sich der aus vorgefertigten, gusseisernen Elementen errichtete Turm, der in seiner Bauart den fast gleichzeitig erbauten Leuchttürmen von Hörnum auf der Südspitze von Sylt und Westerheversand auf der Halbinsel Eiderstedt sehr ähnlich ist. Das Erdgeschoss ist weiß gestrichen; neben dem Leuchtturm befindet sich das gleichzeitig erbaute ehemalige Turmwärterhäuschen. Der Turm selbst hat einen rot-weiß-roten Anstrich und besitzt zahlreiche bullaugenförmige und horizontal ausgerichtete Fensteröffnungen. Die Laterne ist von zwei durch Gitter gesicherte Umläufe auf unterschiedlichen Ebenen umgeben. Das Dach des Leuchtturms bildet eine mit Kupferblech verkleidete Haube. Der Turm ging 1907 in Betrieb und wird seit 1977 ferngesteuert von der Leitzentrale des Wasserstraßen- und Schifffahrtsamtes in Tönning. Er besitzt eine Höhe von 41,5 Metern. Die Feuerhöhe befindet sich 38 Meter über dem Mittleren Tidehochwasser (MThw). Die Nenntragweite des Leuchtfeuers beträgt 22,3 Seemeilen.
Der Leuchtturm Pellworm kann zu bestimmten Zeiten bestiegen werden und bietet dem Betrachter einen weiten Blick über die Insel Pellworm und das Wattenmeer bis zur Nachbarinsel Nordstrand, der Festlandsküste und den Halligen (zum Beispiel Süderoog, Südfall und Nordstrandischmoor).
Seit 1998 finden auf dem Leuchtturm auch standesamtliche Trauungen statt.

## Philatelistische Würdigung
In philatelistischer Würdigung des Bauwerks gab die Deutsche Post AG mit Ausgabetag 3. Juli 2014 in der Briefmarkenserie Leuchttürme ein Postwertzeichen im Wert von 60 Eurocent heraus. Der Entwurf stammt von dem Grafiker Professor Johannes Graf.